# Porsenchey
Porsenchey é um dos nove distritos (Khan) da cidade de Phnom Penh, capital do Camboja. O distrito está ao oeste de Phnom Penh. É subdividido em 13 Sangkats. De acordo com o censo do Camboja de 2012, tinha uma população de 183.826 habitantes.